# 王建双
王建双（1936年12月—），男，福建翔安人，中华人民共和国政治人物，曾任福建省轻工业厅副厅长、厅长，1987年任厦门市委书记，1990年任中共福建省委常委、组织部部长，1993年任福建省人民政府常务副省长，1998年任福建省人大常委会副主任，第十届全国人大代表，2003年任全国人大华侨委员会副主任委员。2009年退休。